# Sånger för skolan
Sångboken Sånger för skolan samlade och utgivna av Frans Erlanson, Felix Körling Axel Fr. Österberg 1928. Då boken utkom 1928 i kartonage kostade den 1,65 kronor.
Åhlén & Åkerlunds förlag skriver i en annons:
En föryngring av skolans sångrepertoar måste anses vara fullt berättigad. Jämte det klassiskt vordna av äldre sång måste skolan även bjuda de unga ett värdefullt och för dem lämpligt urval av samtidens sång.
Detta har föranlett utgivningen av nu föreliggande sångbok. Av de 165 sånger, som ingå i Sångboken, äro de flesta komponerade av samtida tonsättare, och ungefär halva antalet sånger har ej tidigare förekommit i någon skolsångbok. Åt en orientering i musiklärans grunder har anslagits förhållandevis stort utrymme.
Nedanstående utlåtande över Sångboken lämnas i annonsen:
"Efter att ha genomgått manuskriptet till en ny sångbok av hrr Erlanson, Körling och Österberg ar det mig ett nöje meddela, att jag sätter denna sångbok i allra främsta ledet av de - snart sagt - otaliga sångböcker, som jag under årens lopp haft tillfälle att av en eller annan anledning granska. Särskilt tilltalar mig det goda urvalet av sånger. Jag önskar boken en vidsträckt spridning i våra skolor.
Älvsjö den 9 aug. 1928.
Cyrus Granér."
Sångboken utkom i en rad upplagor, 16:e upplagan utgavs 1952. Den kom dock aldrig att ersätta den av Anders Weiner redan 1914 utgivna Sångbok för skolan som fortsatte att utges ända in på 1960-talet.